# Muscoflorschuetzia pilmaiquen
Muscoflorschuetzia pilmaiquen är en bladmossart som beskrevs av Marshall Robert Crosby 1978. Muscoflorschuetzia pilmaiquen ingår i släktet Muscoflorschuetzia och familjen Buxbaumiaceae. Inga underarter finns listade i Catalogue of Life.